# إعادة استعمال طابع البريد
إعادة استعمال طوابع البريد.
تعرف عملية إعادة استعمال طابع البريد بأنها التقنية التي تجرى بشكل احتيالي من البريد المرسل لتجنب دفع تكلفة البريد.

## الاحتيال
طابع البريد هو قطعة ورق صغيرة تُلصق بالبريد، تُشير إلى دفع أجرة البريد (تكلفة إرسال البريد). ولأن الطوابع تُرسل مع معظم البريد، يُمكن إزالة الطابع من البريد المُستلم ووضعه على بريد آخر لإرساله، وبالتالي إعادة استخدامه دون دفع رسوم البريد المُستحقة.
في العديد من الدول، مثل الولايات المتحدة، يُعدّ إعادة استخدام الطوابع المُستعملة، سواءً أُلغيت أم لا، أمرًا غير قانوني وغش للتهرب من دفع رسوم البريد.

## الوقاية

### الإلغاء
بعد الاستخدام، تُلغى العديد من الطوابع من قِبل النظام البريدي، مما يُشوّه شكل الطابع ويمنع إعادة استخدامه. عادةً ما يتضمن الإلغاء وضع علامة أو ختم على الطابع يتضمن خطوطًا سوداء أو آثارًا من الصبغ أو أشكالًا أخرى تُعيق عملية الاستعمال. بدلًا من استخدام علامة منفصلة تمامًا، تستخدم بعض الدول ختم بريدها الموجود على الطابع لإلغاء البريد.

### الشبكة

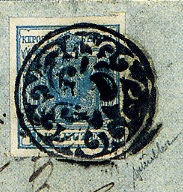
إلغاء طابع نادر في الإمبراطورية النمساوية، إصدار عام 1850

في الولايات المتحدة، جُرِّبت تجربة التنقيش (ختم بالشبكة) عام 1867، حيث نُقشت مربعات صغيرة على الورق بعد طباعة الطابع، وكانت الفكرة هي تفتيت ألياف الورق والسماح بامتصاص المزيد من الحبر. تم التخلي عن النقش (ختم الشبكة) حوالي عام 1871 نظرًا لارتفاع احتمالية تمزُّق الطوابع. عادةً ما توجد أنواع غير مألوفة من النقش الشبكي على الطوابع الأمريكية النادرة.

### الإلغاء باستعمال الأحبار القابلة للذوبان في الماء
في عقد ثمانينيات من القرن التاسع عشر في بريطانيا العظمى، استُخدمت أحبار قابلة للذوبان في الماء، مما حال دون نجاح عملية الغسيل. ولم يكن متاحًا سوى اللونين البنفسجي والأخضر. تم التخلي عن هذا النظام بعد بضع سنوات، وأصبحت الطوابع القليلة المتبقية غير المغسولة من مقتنيات الهواة.

### طلاء السطح

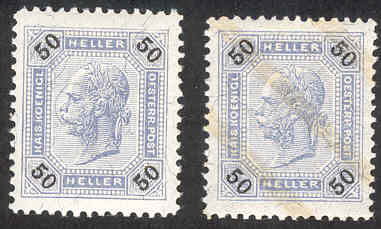
طابع غير مستخدم من النمسا، صادر عام 1901، عادي وعليهِ آثار قضبان ورنيش

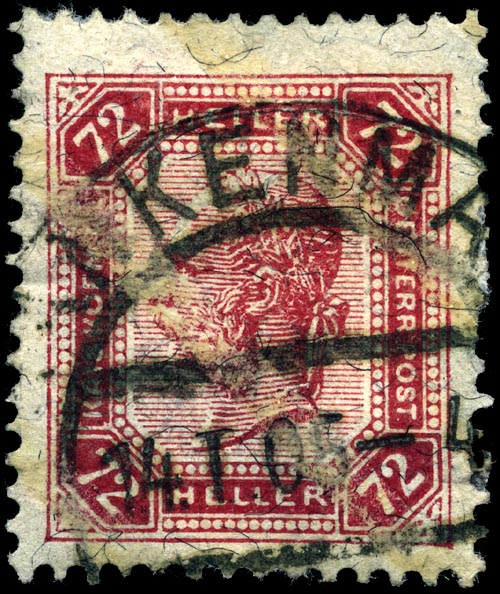
طابع بريد من النمسا يعود لعام 1904، يُظهر عليهِ آثار قضبان مادة الورنيش بعد الغسيل

تضمنت التجارب اللاحقة طلاء الأسطح. بين عامي 1901 و1907، طبقت النمسا أشرطة من صبغ الورنيش، وهي شرائح قطرية رفيعة من الورنيش، على الورق قبل طباعة التصميم. وفعلت روسيا الشيء نفسه بين عامي 1909 و1915، حيث طبقت الورنيش على شكل معينات. في كلتا الحالتين، كانت النظرية واحدة؛ إذ لم يتغلغل حبر التصميم المطبوع في الورنيش، مما أدى إلى تقشره أثناء عملية الغسيل، مشكلاً نمطًا مميزًا على الطابع المغسول. كما طلت الولايات المتحدة بعض طوابعها البريدية من فئة دولار واحد بصبغ الورنيش في مطلع القرن العشرين. وصبغ الورنيش هو محلول الصمغ مع الزيت (الورنيش الزيتي) يمنع ثبات حبر التصميم.

### الطابع المثقوب بأحرف معينة
الطابع المثقوب هو طابع بريد مُثقب عليهِ الأحرف الأولى أو اسم لمنع السرقة. بموجب اتفاق مع السلطات البريدية، لا يجوز استخدام طابع مثقب بأحرف على الرسالة إلا من قِبل مالكها. لذلك، لا قيمة للطابع المثقب المسروق لحاملها غير المصرح له.

### طرق أخرى
من الطرق غير المألوفة تمزيق الطابع أو تقطيعه، إلا أن هذه العملية أبطأ وقد تُتلف محتويات الرسالة بسهولة، ولم تُستخدم إلا نادرًا. ومن الأمثلة على ذلك أفغانستان في القرن التاسع عشر، حيث كان الإلغاء ينطوي على إزالة جزء من الطابع بدلًا من وضع الحبر أو أي علامات سطحية أخرى.

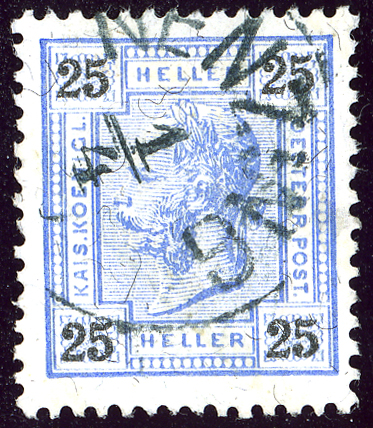
طابع بريدي صادر عام 1904 عليهِ آثار الإلغاء بالختم والورنيش

## اقرأ أيضاً
- ليون نورمان ويليامز, Fundamentals of Philately (American Philatelic Society, 1990) (ردمك 0-933580-13-4)
- دليل سكوت للطوابع
- دليل طوابع ستانلي غيبونز